# ادی روسو
ادی روسو (انگلیسی: Eddie Russo؛ زادهٔ ۱۹ نوامبر ۱۹۲۵، درگذشتهٔ ۱۴ اکتبر ۲۰۱۲) رانندهٔ مسابقات اتومبیل‌رانی فرمول یک اهل ایالات متحده آمریکا بود که از فصل ۱۹۵۴ تا ۱۹۶۰ در مجموع در هفت گراند پری شرکت کرد، اما موفق به کسب هیچ امتیازی نشد.
روسو در ۱۴ اکتبر ۲۰۱۲ درگذشت.